# Vatana robusta
Vatana robusta är en insektsart som beskrevs av Huang och Zhang 2006. Vatana robusta ingår i släktet Vatana och familjen dvärgstritar. Inga underarter finns listade i Catalogue of Life.